# Silikatfelsen an der Sieg

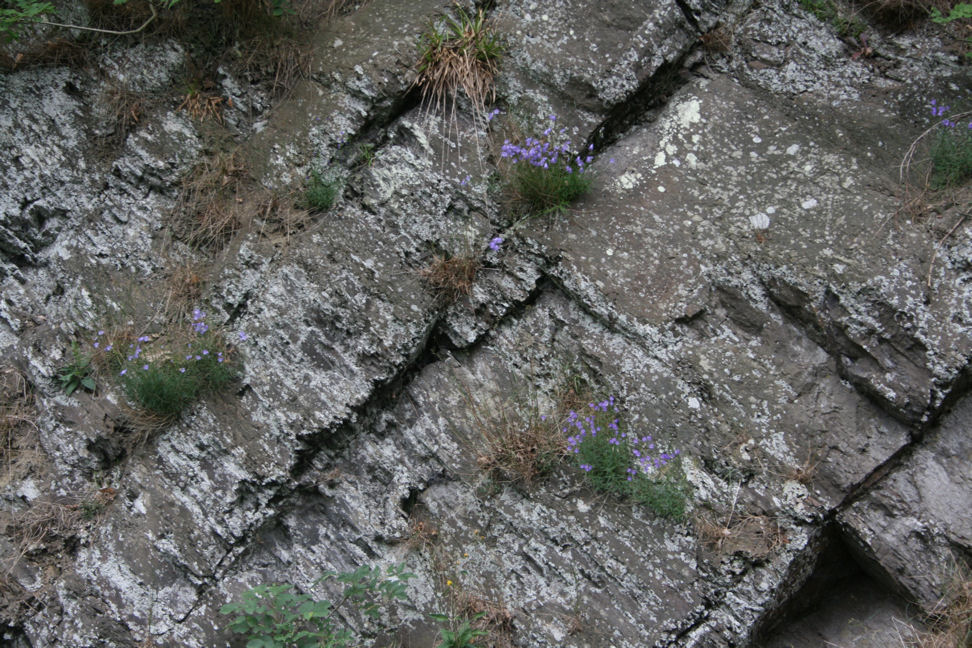
Lebensraum Silikatfelsen

Die Silikatfelsen an der Sieg sind zwei Naturschutzgebiete (NSG SU-081) an der mittleren Sieg. Es handelt sich um bewaldete, in den Fluss abfallende Steilhänge (Hardt) mit offenliegenden Silikatfelsen. Das Gebiet ist Bestandteil der europäischen Natura 2000.

## Lage
Das Naturschutzgebiet hat eine Größe von 12,6 ha und besteht aus zwei Teilflächen in den Gemeinden Eitorf und Windeck. Die Fläche liegt in Teilen der Flure 3 und 5 der Gemarkung Geilhausen und in Teilen der Flure 8, 9 und 19 der Gemarkung Merten.

## Beschreibung
Die strukturreichen Laubwaldbestände mit Niederwald und Hainsimsen-Buchenwäldern sollen mit Pflegemaßnahmen, Höhlenbäumen und Totholzanteil weiter renaturiert werden. Die dortigen Fließgewässer (Siefen) verfügen über eine noch reine Unterwasservegetation. Die Silikatfelsen mit Moosflächen und Felsspaltenvegetation machen die geologische Faltung anschaubar.